# 2023–2024-es UEFA Európa Konferencia Liga (csoportkör)
A 2023–2024-es UEFA Európa Konferencia Liga csoportkörének mérkőzéseit 2023. szeptember 21. és december 14. között játszották. A csoportkörben 32 csapat vett részt.

## Sorsolás
A csoportkör sorsolását 2023. szeptember 1-jén tartották.
A csapatokat 4 kalapba sorolták be, az UEFA-együtthatójuk sorrendjében. A 32 csapatot 8 darab négycsapatos csoportba sorsolták. Azonos tagországba tartozó csapatok nem voltak sorsolhatók azonos csoportba. Az azonos tagországba tartozó csapatokból párokat alakítottak ki, amelyeket négy csoportra (A–D, E–H), valamint az Európa-liga szempontjából is szétosztottak. A párokat az UEFA határozta meg.
- C  Ajax (EL) és AZ Alkmaar
- F  Rangers (EL) és Aberdeen
- K  Molde (EL) és Bodø/Glimt
- L  Brighton & Hove Albion (EL) és Aston Villa
- M  Union Saint-Gilloise (EL) és Club Brugge
- N  Makkabi Haifa (EL) és Makkabi Tel-Aviv
- O  Toulouse (EL) és Lille
- P  AÉK (EL) és PAÓK
- Q  Topolya (EL) és Čukarički
- R  Servette (EL) és Lugano
- S  Raków Częstochowa (EL) és Legia Warszawa
- T  Gent és Genk
- U  Fenerbahçe és Beşiktaş
- V  Slovan Bratislava és Spartak Trnava

Fordulónként azonos játéknapon rendezték az összes mérkőzést. A játéknapok: szeptember 21., október 5., október 26., november 9., november 30., december 14. A mérkőzések közép-európai idő szerint 16:30-kor, 18:45-kor és 21:00-kor kezdődtek. A végleges menetrendet a sorsolás után, számítógéppel állították össze.

## Csapatok
Az alábbi csapatok vettek részt a csoportkörben:
- 10 vesztes az Európa-liga rájátszásából
- 5 győztes a rájátszás bajnoki ágáról
- 17 győztes a rájátszás főágáról

## Csoportok
A csoportokban a csapatok körmérkőzéses, oda-visszavágós rendszerben mérkőztek meg egymással. Az első helyezettek a nyolcaddöntőbe, a második helyezettek a nyolcaddöntő rájátszásába kerültek.

### Sorrend meghatározása
Az UEFA versenyszabályzata alapján, ha két vagy több csapat a csoportmérkőzések után azonos pontszámmal állt, az alábbiak alapján kellett meghatározni a sorrendet:
1. az azonosan álló csapatok mérkőzésein szerzett több pont
2. az azonosan álló csapatok mérkőzésein elért jobb gólkülönbség
3. az azonosan álló csapatok mérkőzésein szerzett több gól
4. ha kettőnél több csapat áll azonos pontszámmal, akkor az egymás elleni eredményeket mindaddig újra kell alkalmazni, amíg nem dönthető el a sorrend
5. az összes mérkőzésen elért jobb gólkülönbség
6. az összes mérkőzésen szerzett több gól
7. az összes mérkőzésen szerzett több idegenben szerzett gól
8. az összes mérkőzésen szerzett több győzelem
9. az összes mérkőzésen szerzett több idegenben szerzett győzelem
10. fair play pontszám (piros lap = 3 pont, kiállítás két sárga lap után = 3 pont, sárga lap = 1 pont);
11. jobb UEFA-együttható

Minden időpont közép-európai idő/közép-európai nyári idő szerint van feltüntetve.

### A csoport
| Hely. | Csapat             | M | Gy | D | V | G+ | G– | Gk | P  | Továbbjutás                              |     | LOSC | SLO | LJU | KÍ  |
| ----- | ------------------ | - | -- | - | - | -- | -- | -- | -- | ---------------------------------------- | --- | ---- | --- | --- | --- |
| 1.    | Lille              | 6 | 4  | 2 | 0 | 10 | 2  | +8 | 14 | Továbbjutott a nyolcaddöntőbe            |     | —    | 2–1 | 2–0 | 3–0 |
| 2.    | Slovan Bratislava  | 6 | 3  | 1 | 2 | 8  | 7  | +1 | 10 | Továbbjutott a nyolcaddöntő rájátszásába |     | 1–1  | —   | 1–2 | 2–1 |
| 3.    | Olimpija Ljubljana | 6 | 2  | 0 | 4 | 4  | 9  | −5 | 6  |                                          |     | 0–2  | 0–1 | —   | 2–0 |
| 4.    | KÍ                 | 6 | 1  | 1 | 4 | 5  | 9  | −4 | 4  |                                          | 0–0 | 1–2  | 3–0 | —   |     |

| 2023. szeptember 20. 16:30 |

| Lille                             | 2–0               | Olimpija Ljubljana |
| --------------------------------- | ----------------- | ------------------ |
| David 43' (11-esből) Yazıcı 90+4' | (1–0) Jegyzőkönyv |                    |

| Stadium Lille-Metropole, Villeneuve-d’Ascq Játékvezető: Joey Kooij (holland) |

| 2023. szeptember 21. 21:00 |

| Slovan Bratislava    | 2–1               | KÍ           |
| -------------------- | ----------------- | ------------ |
| Weiss 54' Čavrić 74' | (0–0) Jegyzőkönyv | Pavlović 49' |

| Tehelné pole, Pozsony Játékvezető: Christian-Petru Ciochirca (osztrák) |

| 2023. október 5. 18:45 |

| Olimpija Ljubljana | 0–1               | Slovan Bratislava     |
| ------------------ | ----------------- | --------------------- |
|                    | (0–0) Jegyzőkönyv | Čavrić 55' (11-esből) |

| Stožice Stadion, Ljubljana Játékvezető: Anasztásziosz Szidirópulosz (görög) |

| 2023. október 5. 18:45 (17:45 WEST) |

| KÍ | 0–0         | Lille |
| -- | ----------- | ----- |
|    | Jegyzőkönyv |       |

| Tórsvøllur Stadion, Tórshavn Játékvezető: Elchin Masiyev (azeri) |

| 2023. október 26. 18:45 |

| Lille                  | 2–1               | Slovan Bratislava |
| ---------------------- | ----------------- | ----------------- |
| Yazıcı 68' Cabella 82' | (0–1) Jegyzőkönyv | Čavrić 23'        |

| Stadium Lille-Metropole, Villeneuve-d’Ascq Játékvezető: Luca Pairetto (olasz) |

| 2023. október 26. 18:45 (17:45 WEST) |

| KÍ                                          | 3–0               | Olimpija Ljubljana |
| ------------------------------------------- | ----------------- | ------------------ |
| Joensen 30' Klettskarð 44' J. Andreasen 54' | (2–0) Jegyzőkönyv |                    |

| Tórsvøllur Stadion, Tórshavn Játékvezető: Harm Osmers (német) |

| 2023. november 9. 21:00 |

| Slovan Bratislava | 1–1               | Lille     |
| ----------------- | ----------------- | --------- |
| Čavrić 81'        | (0–0) Jegyzőkönyv | Gomes 53' |

| Tehelné pole, Pozsony Játékvezető: Bogár Gergő (magyar) |

| 2023. november 9. 21:00 |

| Olimpija Ljubljana    | 2–0               | KÍ |
| --------------------- | ----------------- | -- |
| Sualehe 84' Nukić 88' | (0–0) Jegyzőkönyv |    |

| Stožice Stadion, Ljubljana Játékvezető: Philip Farrugia (máltai) |

| 2023. november 30. 18:45 |

| Olimpija Ljubljana | 0–2               | Lille                  |
| ------------------ | ----------------- | ---------------------- |
|                    | (0–1) Jegyzőkönyv | Cabella 15' Yazıcı 75' |

| Stožice Stadion, Ljubljana Játékvezető: Sven Jablonski (német) |

| 2023. november 30. 18:45 (17:45 WET) |

| KÍ            | 1–2               | Slovan Bratislava |
| ------------- | ----------------- | ----------------- |
| Mikkelsen 17' | (1–1) Jegyzőkönyv | Kucka 24' 62'     |

| Tórsvøllur Stadion, Tórshavn Játékvezető: Kristo Tohver (észt) |

| 2023. december 14. 21:00 |

| Slovan Bratislava | 1–2               | Olimpija Ljubljana |
| ----------------- | ----------------- | ------------------ |
| Blackman 27'      | (1–1) Jegyzőkönyv | Schwaizer 17' 58'  |

| Tehelné pole, Pozsony Játékvezető: Arda Kardeşler (török) |

| 2023. december 14. 21:00 |

| Lille                                                               | 3–0               | KÍ |
| ------------------------------------------------------------------- | ----------------- | -- |
| Yazıcı 29' (11-esből) Gomes 87' (11-esből) Zhegova 90+6' (11-esből) | (1–0) Jegyzőkönyv |    |

| Stadium Lille-Metropole, Villeneuve-d’Ascq Játékvezető: António Nobre (portugál) |

### B csoport
| Hely. | Csapat           | M | Gy | D | V | G+ | G– | Gk  | P  | Továbbjutás                              |     | MTA | GNT | ZOR | BRE |
| ----- | ---------------- | - | -- | - | - | -- | -- | --- | -- | ---------------------------------------- | --- | --- | --- | --- | --- |
| 1.    | Makkabi Tel-Aviv | 6 | 5  | 0 | 1 | 14 | 9  | +5  | 15 | Továbbjutott a nyolcaddöntőbe            |     | —   | 3–1 | 3–2 | 3–2 |
| 2.    | Gent             | 6 | 4  | 1 | 1 | 16 | 7  | +9  | 13 | Továbbjutott a nyolcaddöntő rájátszásába |     | 2–0 | —   | 4–1 | 5–0 |
| 3.    | Zorja Luhanszk   | 6 | 2  | 1 | 3 | 10 | 11 | −1  | 7  |                                          |     | 1–3 | 1–1 | —   | 4–0 |
| 4.    | Breiðablik       | 6 | 0  | 0 | 6 | 5  | 18 | −13 | 0  |                                          | 1–2 | 2–3 | 0–1 | —   |     |

| 2023. szeptember 21. 21:00 (22:00 IDT) |

| Makkabi Tel-Aviv               | 3–2               | Breiðablik    |
| ------------------------------ | ----------------- | ------------- |
| Maçon 11' Zahavi 24' Biton 32' | (3–1) Jegyzőkönyv | Olsen 44' 55' |

| Bloomfield Stadion, Tel-Aviv Játékvezető: Vitālijs Spasjoņņikovs (lett) |

| 2023. szeptember 21. 21:00 |

| Zorja Luhanszk | 1–1               | Gent        |
| -------------- | ----------------- | ----------- |
| Guerrero 70'   | (0–0) Jegyzőkönyv | Cuypers 67' |

| Arena Lublin, Lublin, Lengyelország Játékvezető: Daniele Chiffi (olasz) |

| 2023. október 5. 18:45 (16:45 WEST) |

| Breiðablik | 0–1               | Zorja Luhanszk |
| ---------- | ----------------- | -------------- |
|            | (0–1) Jegyzőkönyv | Horbach 35'    |

| Kópavogsvöllur, Kópavogur Játékvezető: Alekszandar Sztavrev (északmacedón) |

| 2023. október 5. 18:45 |

| Gent                            | 2–0               | Makkabi Tel-Aviv |
| ------------------------------- | ----------------- | ---------------- |
| Tissoudali 39' 90+2' (11-esből) | (1–0) Jegyzőkönyv |                  |

| Ghelamco Arena, Gent Játékvezető: Abdulkadir Bitigen (török) |

| 2023. október 26. 18:45 |

| Gent                                                   | 5–0               | Breiðablik |
| ------------------------------------------------------ | ----------------- | ---------- |
| Gandelman 10' Cuypers 15' 19' Tissoudali 43' Orban 69' | (4–0) Jegyzőkönyv |            |

| Ghelamco Arena, Gent Játékvezető: Robertas Valikonis (litván) |

| 2023. november 9. 21:00 (19:00 WET) |

| Breiðablik          | 2–3               | Gent                        |
| ------------------- | ----------------- | --------------------------- |
| Svanþórsson 16' 18' | (2–1) Jegyzőkönyv | Orban 6' 54' (11-esből) 69' |

| Kópavogsvöllur, Kópavogur Játékvezető: Julian Weinberger (osztrák) |

| 2023. november 9. 21:00 |

| Zorja Luhanszk | 1–3               | Makkabi Tel-Aviv            |
| -------------- | ----------------- | --------------------------- |
| Alefirenko 74' | (0–3) Jegyzőkönyv | Luckassen 7' Peretz 26' 43' |

| Arena Lublin, Lublin, Lengyelország Játékvezető: John Beaton (skót) |

| 2023. november 25. 18:45 (19:45 IDT) |

| Makkabi Tel-Aviv            | 3–2               | Zorja Luhanszk           |
| --------------------------- | ----------------- | ------------------------ |
| Zahavi 45+2' Peretz 46' 60' | (1–0) Jegyzőkönyv | Guerrero 71' Horbach 88' |

| TSC Aréna, Topolya (Szerbia) Játékvezető: Lukas Fähndrich (svájci) |

| 2023. november 30. 14:00 (13:00 WET) |

| Breiðablik           | 1–2               | Makkabi Tel-Aviv     |
| -------------------- | ----------------- | -------------------- |
| Gísli Eyjólfsson 61' | (0–1) Jegyzőkönyv | Biton 35' Zahavi 82' |

| Kópavogsvöllur, Kópavogur Játékvezető: Luka Bilbija (bosznia-hercegovinai) |

| 2023. november 30. 18:45 |

| Gent                                                   | 4–1               | Zorja Luhanszk |
| ------------------------------------------------------ | ----------------- | -------------- |
| Fofana 20' Batahov 49' (öngól) Orban 55' Gandelman 75' | (1–0) Jegyzőkönyv | Nahnoinyi 82'  |

| Ghelamco Arena, Gent Játékvezető: Evangelos Manouchos (görög) |

| 2023. december 14. 21:00 (22:00 IST) |

| Makkabi Tel-Aviv             | 3–1               | Gent        |
| ---------------------------- | ----------------- | ----------- |
| Kanichowky 9' Zahavi 24' 61' | (2–0) Jegyzőkönyv | De Sart 49' |

| Bloomfield Stadion, Tel-Aviv Játékvezető: Jesús Gil Manzano (spanyol) |

| 2023. december 14. 21:00 |

| Zorja Luhanszk                                          | 4–0               | Breiðablik |
| ------------------------------------------------------- | ----------------- | ---------- |
| Guerrero 2' Muminovic 11' (öngól) Micin 19' Gorbach 76' | (3–0) Jegyzőkönyv |            |

| Arena Lublin, Lublin, Lengyelország Játékvezető: Tomas Klima (cseh) |

### C csoport
| Hely. | Csapat         | M | Gy | D | V | G+ | G– | Gk | P  | Továbbjutás                              |     | PLZ | DZG | AST | BAL |
| ----- | -------------- | - | -- | - | - | -- | -- | -- | -- | ---------------------------------------- | --- | --- | --- | --- | --- |
| 1.    | Viktoria Plzeň | 6 | 6  | 0 | 0 | 9  | 1  | +8 | 18 | Továbbjutott a nyolcaddöntőbe            |     | —   | 1–0 | 3–0 | 1–0 |
| 2.    | Dinamo Zagreb  | 6 | 3  | 0 | 3 | 10 | 5  | +5 | 9  | Továbbjutott a nyolcaddöntő rájátszásába |     | 0–1 | —   | 5–1 | 3–0 |
| 3.    | Asztana        | 6 | 1  | 1 | 4 | 4  | 13 | −9 | 4  |                                          |     | 1–2 | 0–2 | —   | 0–0 |
| 4.    | Ballkani       | 6 | 1  | 1 | 4 | 3  | 7  | −4 | 4  |                                          | 0–1 | 2–0 | 1–2 | —   |     |

| 2023. szeptember 21. 21:00 |

| Viktoria Plzeň | 1–0               | Ballkani |
| -------------- | ----------------- | -------- |
| Kalvach 73'    | (0–0) Jegyzőkönyv |          |

| Doosan Arena, Plzeň Játékvezető: Damian Sylwestrzak (lengyel) |

| 2023. szeptember 21. 21:00 |

| Dinamo Zagreb                                                              | 5–1               | Asztana          |
| -------------------------------------------------------------------------- | ----------------- | ---------------- |
| Petković 43' (11-esből) 53' (11-esből) Bulat 58' Marin 85' Halilović 90+3' | (1–0) Jegyzőkönyv | Hovhannisyan 78' |

| Maksimir Stadion, Zágráb Játékvezető: Paweł Raczkowski (lengyel) |

| 2023. október 5. 16:30 (20:30 ALMT) |

| Asztana     | 1–2               | Viktoria Plzeň      |
| ----------- | ----------------- | ------------------- |
| Tomasov 51' | (0–0) Jegyzőkönyv | Chorý 54' Kopic 57' |

| Asztana Aréna, Asztana Játékvezető: Gustavo Correia (portugál) |

| 2023. október 5. 18:45 |

| Ballkani               | 2–0               | Dinamo Zagreb |
| ---------------------- | ----------------- | ------------- |
| Kryeziu 44' Hamidi 83' | (1–0) Jegyzőkönyv |               |

| Fadil Vokrri Stadion, Pristina Játékvezető: Atilla Karaoğlan (török) |

| 2023. október 26. 18:45 |

| Ballkani | 1–2               | Asztana                        |
| -------- | ----------------- | ------------------------------ |
| Kuč 8'   | (1–2) Jegyzőkönyv | Hovhannisyan 7' Beysebekov 23' |

| Fadil Vokrri Stadion, Pristina Játékvezető: Vasilios Fotias (görög) |

| 2023. október 26. 21:00 |

| Dinamo Zagreb | 0–1               | Viktoria Plzeň       |
| ------------- | ----------------- | -------------------- |
|               | (0–0) Jegyzőkönyv | Chorý 69' (11-esből) |

| Maksimir Stadion, Zágráb Játékvezető: Robert Jones (angol) |

| 2023. november 9. 16:30 (21:30 ALMT) |

| Asztana | 0–0         | Ballkani |
| ------- | ----------- | -------- |
|         | Jegyzőkönyv |          |

| Asztana Aréna, Asztana Játékvezető: Berke Balázs (magyar) |

| 2023. november 9. 18:45 |

| Viktoria Plzeň       | 1–0               | Dinamo Zagreb |
| -------------------- | ----------------- | ------------- |
| Chorý 35' (11-esből) | (1–0) Jegyzőkönyv |               |

| Doosan Arena, Plzeň Játékvezető: Anasztásziosz Szidirópulosz (görög) |

| 2023. november 30. 16:30 (21:30 ALMT) |

| Asztana | 0–2               | Dinamo Zagreb          |
| ------- | ----------------- | ---------------------- |
|         | (0–0) Jegyzőkönyv | Vidović 48' Kaneko 79' |

| Asztana Aréna, Asztana Játékvezető: John Beaton (skót) |

| 2023. november 30. 18:45 |

| Ballkani | 0–1               | Viktoria Plzeň |
| -------- | ----------------- | -------------- |
|          | (0–0) Jegyzőkönyv | Šulc 81'       |

| Arena Kombëtare, Tirana, Albánia Játékvezető: Marian Barbu (román) |

| 2023. december 14. 21:00 |

| Viktoria Plzeň                | 3–0               | Asztana |
| ----------------------------- | ----------------- | ------- |
| Vlkanova 58' Mosquera 67' 82' | (0–0) Jegyzőkönyv |         |

| Doosan Arena, Plzeň Játékvezető: Willy Delajod (francia) |

| 2023. december 14. 21:00 |

| Dinamo Zagreb                         | 3–0               | Ballkani |
| ------------------------------------- | ----------------- | -------- |
| Perić 69' Petković 72' 77' (11-esből) | (0–0) Jegyzőkönyv |          |

| Maksimir Stadion, Zágráb Játékvezető: Ricardo de Burgos Bengoetxea (spanyol) |

### D csoport
| Hely. | Csapat      | M | Gy | D | V | G+ | G– | Gk  | P  | Továbbjutás                              |     | BRU | BOD | BEŞ | LUG |
| ----- | ----------- | - | -- | - | - | -- | -- | --- | -- | ---------------------------------------- | --- | --- | --- | --- | --- |
| 1.    | Club Brugge | 6 | 5  | 1 | 0 | 15 | 3  | +12 | 16 | Továbbjutott a nyolcaddöntőbe            |     | —   | 3–1 | 1–1 | 2–0 |
| 2.    | Bodø/Glimt  | 6 | 3  | 1 | 2 | 11 | 8  | +3  | 10 | Továbbjutott a nyolcaddöntő rájátszásába |     | 0–1 | —   | 3–1 | 5–2 |
| 3.    | Beşiktaş    | 6 | 1  | 1 | 4 | 7  | 14 | −7  | 4  |                                          |     | 0–5 | 1–2 | —   | 2–3 |
| 4.    | Lugano      | 6 | 1  | 1 | 4 | 6  | 14 | −8  | 4  |                                          | 1–3 | 0–0 | 0–2 | —   |     |

1. 1 2  Egymás elleni gólkülönbség: Beşiktaş +1, Lugano –1.

| 2023. szeptember 21. 21:00 |

| Club Brugge | 1–1               | Beşiktaş  |
| ----------- | ----------------- | --------- |
| Vanaken 77' | (0–0) Jegyzőkönyv | Tosun 88' |

| Jan Breydel Stadion, Brugge Játékvezető: Alekszej Kulbakov (fehérorosz) |

| 2023. szeptember 21. 21:00 |

| Lugano | 0–0         | Bodø/Glimt |
| ------ | ----------- | ---------- |
|        | Jegyzőkönyv |            |

| Letzigrund, Zürich Játékvezető: David Šmajc (szlovén) |

| 2023. október 5. 18:45 |

| Bodø/Glimt | 0–1               | Club Brugge |
| ---------- | ----------------- | ----------- |
|            | (0–1) Jegyzőkönyv | Vanaken 20' |

| Aspmyra Stadion, Bodø Játékvezető: Ondřej Berka (cseh) |

| 2023. október 5. 18:45 (19:45 TRT) |

| Beşiktaş          | 2–3               | Lugano                                   |
| ----------------- | ----------------- | ---------------------------------------- |
| Aboubakar 38' 52' | (1–0) Jegyzőkönyv | Aliseda 81' Vladi 86' Bailly 90' (öngól) |

| Beşiktaş Park, Isztambul Játékvezető: David Fuxman (izraeli) |

| 2023. október 26. 18:45 |

| Lugano    | 1–3               | Club Brugge                            |
| --------- | ----------------- | -------------------------------------- |
| Vladi 74' | (0–1) Jegyzőkönyv | Balanta 15' Skov Olsen 50' Vanaken 87' |

| Letzigrund, Zürich Játékvezető: Ovidiu Hațegan (román) |

| 2023. október 26. 21:00 |

| Bodø/Glimt                            | 3–1               | Beşiktaş          |
| ------------------------------------- | ----------------- | ----------------- |
| Grønbæk 29' Moumbagna 58' Saltnes 87' | (1–0) Jegyzőkönyv | Moe 90+1' (öngól) |

| Aspmyra Stadion, Bodø Játékvezető: Nenad Minaković (szerb) |

| 2023. november 9. 18:45 (20:45 TRT) |

| Beşiktaş   | 1–2               | Bodø/Glimt        |
| ---------- | ----------------- | ----------------- |
| Bingöl 64' | (0–1) Jegyzőkönyv | Moumbagna 38' 49' |

| Beşiktaş Park, Isztambul Játékvezető: Sander van der Eijk (holland) |

| 2023. november 9. 21:00 |

| Club Brugge                         | 2–0               | Lugano |
| ----------------------------------- | ----------------- | ------ |
| Thiago 62' (11-esből) Vanaken 90+6' | (0–0) Jegyzőkönyv |        |

| Jan Breydel Stadion, Brugge Játékvezető: Bognár Tamás (magyar) |

| 2023. november 30. 18:45 |

| Bodø/Glimt                                                 | 5–2               | Lugano              |
| ---------------------------------------------------------- | ----------------- | ------------------- |
| Pellegrino 40' 78' Brunstad Fet 52' Berg 65' Kapskarmo 88' | (1–0) Jegyzőkönyv | Celar 69' Babic 86' |

| Aspmyra Stadion, Bodø Játékvezető: Dario Bel (horvát) |

| 2023. november 30. 18:45 (20:45 TRT) |

| Beşiktaş | 0–5               | Club Brugge                                           |
| -------- | ----------------- | ----------------------------------------------------- |
|          | (0–2) Jegyzőkönyv | Nielsen 4' Thiago 14' 46' Onyedika 50' Skov Olsen 70' |

| Beşiktaş Park, Isztambul Játékvezető: David Šmajc (szlovén) |

| 2023. december 14. 21:00 |

| Club Brugge                     | 3–1               | Bodø/Glimt                |
| ------------------------------- | ----------------- | ------------------------- |
| Nusa 26' Thiago 58' Mechele 89' | (1–0) Jegyzőkönyv | Pellegrino 57' (11-esből) |

| Jan Breydel Stadion, Brugge Játékvezető: Anastasios Papapetrou (görög) |

| 2023. december 14. 21:00 |

| Lugano | 0–2               | Beşiktaş            |
| ------ | ----------------- | ------------------- |
|        | (0–1) Jegyzőkönyv | Tosun 36' Terzi 88' |

| Letzigrund, Zürich Játékvezető: Paweł Raczkowski (lengyel) |

### E csoport
| Hely. | Csapat          | M | Gy | D | V | G+ | G– | Gk | P  | Továbbjutás                              |     | AVL | LEG | AZ  | ZRI |
| ----- | --------------- | - | -- | - | - | -- | -- | -- | -- | ---------------------------------------- | --- | --- | --- | --- | --- |
| 1.    | Aston Villa     | 6 | 4  | 1 | 1 | 12 | 7  | +5 | 13 | Továbbjutott a nyolcaddöntőbe            |     | —   | 2–1 | 2–1 | 1–0 |
| 2.    | Legia Warszawa  | 6 | 4  | 0 | 2 | 10 | 6  | +4 | 12 | Továbbjutott a nyolcaddöntő rájátszásába |     | 3–2 | —   | 2–0 | 2–0 |
| 3.    | AZ Alkmaar      | 6 | 2  | 0 | 4 | 7  | 12 | −5 | 6  |                                          |     | 1–4 | 1–0 | —   | 1–0 |
| 4.    | Zrinjski Mostar | 6 | 1  | 1 | 4 | 6  | 10 | −4 | 4  |                                          | 1–1 | 1–2 | 4–3 | —   |     |

| 2023. szeptember 21. 18:45 |

| Legia Warszawa          | 3–2               | Aston Villa        |
| ----------------------- | ----------------- | ------------------ |
| Wszołek 3' Muçi 26' 51' | (2–2) Jegyzőkönyv | Durán 6' Digne 38' |

| Stadion Wojska Polskiego, Varsó Játékvezető: Evangelos Manouchos (görög) |

| 2023. szeptember 21. 18:45 |

| Zrinjski Mostar                          | 4–3               | AZ Alkmaar                               |
| ---------------------------------------- | ----------------- | ---------------------------------------- |
| Kožulj 48' 81' Ćorluka 68' Hrvanović 71' | (0–3) Jegyzőkönyv | Van Brederode 10' Mijnans 32' De Wit 44' |

| Stadion pod Bijelim Brijegom, Mostar Játékvezető: Don Robertson (skót) |

| 2023. október 5. 21:00 |

| AZ Alkmaar   | 1–0               | Legia Warszawa |
| ------------ | ----------------- | -------------- |
| Pavlidis 52' | (0–0) Jegyzőkönyv |                |

| AFAS Stadion, Alkmaar Játékvezető: Nenad Minaković (szerb) |

| 2023. október 5. 21:00 (20:00 BST) |

| Aston Villa  | 1–0               | Zrinjski Mostar |
| ------------ | ----------------- | --------------- |
| McGinn 90+4' | (0–0) Jegyzőkönyv |                 |

| Villa Park, Birmingham Játékvezető: Urs Schnyder (svájci) |

| 2023. október 26. 18:45 |

| AZ Alkmaar | 1–4               | Aston Villa                                     |
| ---------- | ----------------- | ----------------------------------------------- |
| Sadiq 65'  | (0–2) Jegyzőkönyv | Bailey 13' Tielemans 23' Watkins 51' McGinn 56' |

| AFAS Stadion, Alkmaar Játékvezető: Sven Jablonski (német) |

| 2023. október 26. 21:00 |

| Zrinjski Mostar | 1–2               | Legia Warszawa                     |
| --------------- | ----------------- | ---------------------------------- |
| Bilbija 30'     | (1–1) Jegyzőkönyv | Jakovljević 32' (öngól) Kramer 62' |

| Stadion pod Bijelim Brijegom, Mostar Játékvezető: Andrei Chivulete (román) |

| 2023. november 9. 18:45 |

| Legia Warszawa                       | 2–0               | Zrinjski Mostar |
| ------------------------------------ | ----------------- | --------------- |
| Augustyniak 14' Josué 30' (11-esből) | (2–0) Jegyzőkönyv |                 |

| Stadion Wojska Polskiego, Varsó Játékvezető: Ricardo de Burgos Bengoetxea (spanyol) |

| 2023. november 9. 21:00 (20:00 GMT) |

| Aston Villa                  | 2–1               | AZ Alkmaar   |
| ---------------------------- | ----------------- | ------------ |
| Diego Carlos 61' Watkins 81' | (0–0) Jegyzőkönyv | Pavlidis 52' |

| Villa Park, Birmingham Játékvezető: Luis Godinho (portugál) |

| 2023. november 30. 18:45 |

| AZ Alkmaar              | 1–0               | Zrinjski Mostar |
| ----------------------- | ----------------- | --------------- |
| Pavlidis 59' (11-esből) | (0–0) Jegyzőkönyv |                 |

| AFAS Stadion, Alkmaar Játékvezető: Oleksiy Derevinskyi (ukrán) |

| 2023. november 30. 21:00 (20:00 GMT) |

| Aston Villa         | 2–1               | Legia Warszawa |
| ------------------- | ----------------- | -------------- |
| Diaby 4' Moreno 58' | (1–1) Jegyzőkönyv | Muçi 20'       |

| Villa Park, Birmingham Játékvezető: Marco Di Bello (olasz) |

| 2023. december 14. 18:45 |

| Legia Warszawa         | 2–0               | AZ Alkmaar |
| ---------------------- | ----------------- | ---------- |
| Ribeiro 34' Kramer 81' | (1–0) Jegyzőkönyv |            |

| Stadion Wojska Polskiego, Varsó Játékvezető: Harald Lechner (osztrák) |

| 2023. december 14. 18:45 |

| Zrinjski Mostar | 1–1               | Aston Villa |
| --------------- | ----------------- | ----------- |
| Malekinušić 87' | (0–0) Jegyzőkönyv | Zaniolo 61' |

| Stadion pod Bijelim Brijegom, Mostar Játékvezető: Berke Balázs (magyar) |

### F csoport
| Hely. | Csapat      | M | Gy | D | V | G+ | G– | Gk | P  | Továbbjutás                              |     | FIO | FTC | GNK | ČUK |
| ----- | ----------- | - | -- | - | - | -- | -- | -- | -- | ---------------------------------------- | --- | --- | --- | --- | --- |
| 1.    | Fiorentina  | 6 | 3  | 3 | 0 | 14 | 6  | +8 | 12 | Továbbjutott a nyolcaddöntőbe            |     | —   | 2–2 | 2–1 | 6–0 |
| 2.    | Ferencváros | 6 | 2  | 4 | 0 | 9  | 6  | +3 | 10 | Továbbjutott a nyolcaddöntő rájátszásába |     | 1–1 | —   | 1–1 | 3–1 |
| 3.    | Genk        | 6 | 2  | 3 | 1 | 8  | 5  | +3 | 9  |                                          |     | 2–2 | 0–0 | —   | 2–0 |
| 4.    | Čukarički   | 0 | 0  | 0 | 0 | 0  | 0  | 0  | 0  |                                          | 0–1 | 1–2 | 0–2 | —   |     |

| 2023. szeptember 21. 18:45 |

| Genk                    | 2–2               | Fiorentina     |
| ----------------------- | ----------------- | -------------- |
| Zeqiri 12' McKenzie 85' | (1–2) Jegyzőkönyv | Ranieri 7' 23' |

| Cegeka Arena, Genk Játékvezető: Stéphanie Frappart (francia) |

| 2023. szeptember 21. 18:45 |

| Ferencváros                                   | 3–1               | Čukarički    |
| --------------------------------------------- | ----------------- | ------------ |
| Varga B. 44' (11-esből) Owusu 45+7' Pešić 79' | (2–1) Jegyzőkönyv | Ivanović 26' |

| Groupama Aréna, Budapest Játékvezető: Guillermo Cuadra Fernández (spanyol) |

| 2023. október 5. 21:00 |

| Fiorentina            | 2–2               | Ferencváros            |
| --------------------- | ----------------- | ---------------------- |
| Barák 66' Ikoné 90+3' | (0–1) Jegyzőkönyv | Varga B. 25' Cissé 50' |

| Artemio Franchi Stadion, Firenze Játékvezető: Daniel Schlager (német) |

| 2023. október 5. 21:00 |

| Čukarički | 0–2               | Genk                               |
| --------- | ----------------- | ---------------------------------- |
|           | (0–2) Jegyzőkönyv | Heynen 10' Paintsil 21' (11-esből) |

| Dubočica Stadion, Leskovac Játékvezető: Adam Ladebäck (svéd) |

| 2023. október 26. 21:00 |

| Genk | 0–0         | Ferencváros |
| ---- | ----------- | ----------- |
|      | Jegyzőkönyv |             |

| Cegeka Arena, Genk Játékvezető: Alekszandar Sztavrev (északmacedón) |

| 2023. október 26. 21:00 |

| Fiorentina                                                        | 6–0               | Čukarički |
| ----------------------------------------------------------------- | ----------------- | --------- |
| Beltrán 6' 10' Ikoné 29' Sottil 65' Martínez Quarta 73' Lopez 83' | (3–0) Jegyzőkönyv |           |

| Artemio Franchi Stadion, Firenze Játékvezető: Chrysovalantis Theouli (ciprusi) |

| 2023. november 9. 18:45 |

| Ferencváros | 1–1               | Genk      |
| ----------- | ----------------- | --------- |
| Pešić 48'   | (0–0) Jegyzőkönyv | Muñoz 62' |

| Groupama Aréna, Budapest Játékvezető: Alekszej Kulbakov (fehérorosz) |

| 2023. november 9. 18:45 |

| Čukarički | 0–1               | Fiorentina          |
| --------- | ----------------- | ------------------- |
|           | (0–1) Jegyzőkönyv | Nzola 8' (11-esből) |

| Dubočica Stadion, Leskovac Játékvezető: Robert Schröder (német) |

| 2023. november 30. 21:00 |

| Fiorentina                                    | 2–1               | Genk        |
| --------------------------------------------- | ----------------- | ----------- |
| Martínez Quarta 45+4' González 82' (11-esből) | (1–1) Jegyzőkönyv | Kayembe 45' |

| Artemio Franchi Stadion, Firenze Játékvezető: Joey Kooij (holland) |

| 2023. november 30. 21:00 |

| Čukarički | 1–2               | Ferencváros                  |
| --------- | ----------------- | ---------------------------- |
| Adžić 11' | (1–0) Jegyzőkönyv | Zachariassen 83' Pešić 90+8' |

| Dubočica Stadion, Leskovac Játékvezető: Mohammed Al-Emara (finn) |

| 2023. december 14. 18:45 |

| Genk                    | 2–0               | Čukarički |
| ----------------------- | ----------------- | --------- |
| Heynen 21' Paintsil 57' | (1–0) Jegyzőkönyv |           |

| Cegeka Arena, Genk Játékvezető: Trustin Farrugia Cann (máltai) |

| 2023. december 14. 18:45 |

| Ferencváros      | 1–1               | Fiorentina  |
| ---------------- | ----------------- | ----------- |
| Zachariassen 48' | (0–0) Jegyzőkönyv | Ranieri 73' |

| Groupama Aréna, Budapest Játékvezető: Luis Godinho (portugál) |

### G csoport
| Hely. | Csapat              | M | Gy | D | V | G+ | G– | Gk  | P  | Továbbjutás                              |     | PAOK | FRA | ABE | HJK |
| ----- | ------------------- | - | -- | - | - | -- | -- | --- | -- | ---------------------------------------- | --- | ---- | --- | --- | --- |
| 1.    | PAÓK                | 6 | 5  | 1 | 0 | 16 | 10 | +6  | 16 | Továbbjutott a nyolcaddöntőbe            |     | —    | 2–1 | 2–2 | 4–2 |
| 2.    | Eintracht Frankfurt | 6 | 3  | 0 | 3 | 11 | 7  | +4  | 9  | Továbbjutott a nyolcaddöntő rájátszásába |     | 1–2  | —   | 2–1 | 6–0 |
| 3.    | Aberdeen            | 6 | 1  | 3 | 2 | 10 | 10 | 0   | 6  |                                          |     | 2–3  | 2–0 | —   | 1–1 |
| 4.    | HJK                 | 6 | 0  | 2 | 4 | 7  | 17 | −10 | 2  |                                          | 2–3 | 0–1  | 2–2 | —   |     |

| 2023. szeptember 21. 18:45 |

| Eintracht Frankfurt            | 2–1               | Aberdeen    |
| ------------------------------ | ----------------- | ----------- |
| Marmús 11' (11-esből) Koch 61' | (1–1) Jegyzőkönyv | Polvara 22' |

| Deutsche Bank Park, Frankfurt am Main Játékvezető: Chrysovalantis Theouli (ciprusi) |

| 2023. szeptember 21. 18:45 (19:45 EEST) |

| HJK                                  | 2–3               | PAÓK                                       |
| ------------------------------------ | ----------------- | ------------------------------------------ |
| Bandé 35' Radulović 90+9' (11-esből) | (1–0) Jegyzőkönyv | Koulierakis 55' Despodov 81' Brandon 90+4' |

| Bolt Aréna, Helsinki Játékvezető: Marian Barbu (román) |

| 2023. október 5. 21:00 (22:00 EEST) |

| PAÓK                              | 2–1               | Eintracht Frankfurt |
| --------------------------------- | ----------------- | ------------------- |
| A. Živković 28' Koulierakis 90+2' | (1–0) Jegyzőkönyv | Marmús 68'          |

| Túmbasz Stadion, Szaloniki Játékvezető: Simone Sozza (olasz) |

| 2023. október 5. 21:00 (20:00 BST) |

| Aberdeen     | 1–1               | HJK           |
| ------------ | ----------------- | ------------- |
| Miovszki 79' | (0–0) Jegyzőkönyv | Radulović 59' |

| Pittodrie Stadion, Aberdeen Játékvezető: Daniel Stefański (lengyel) |

| 2023. október 26. 21:00 |

| Eintracht Frankfurt                                                          | 6–0               | HJK |
| ---------------------------------------------------------------------------- | ----------------- | --- |
| Dina Ebimbe 12' (11-esből) 89' Koch 27' Marmús 31' Tuta 45+3' esz-Szhírí 55' | (4–0) Jegyzőkönyv |     |

| Deutsche Bank Park, Frankfurt am Main Játékvezető: Viktor Kopiyevskyi (ukrán) |

| 2023. október 26. 21:00 (20:00 BST) |

| Aberdeen                | 2–3               | PAÓK                                               |
| ----------------------- | ----------------- | -------------------------------------------------- |
| Miovski 50' Polvara 58' | (0–0) Jegyzőkönyv | Despodov 73' Vieirinha 84' Schwab 90+6' (11-esből) |

| Pittodrie Stadion, Aberdeen Játékvezető: Sebastian Gishamer (osztrák) |

| 2023. november 9. 18:45 (19:45 EET) |

| PAÓK                   | 2–2               | Aberdeen            |
| ---------------------- | ----------------- | ------------------- |
| Taison 23' Samatta 67' | (1–1) Jegyzőkönyv | Duk 14' McGrath 70' |

| Túmbasz Stadion, Szaloniki Játékvezető: Juxhin Xhaja (albán) |

| 2023. november 9. 18:45 (19:45 EET) |

| HJK | 0–1               | Eintracht Frankfurt |
| --- | ----------------- | ------------------- |
|     | (0–1) Jegyzőkönyv | Chaïbi 31'          |

| Bolt Aréna, Helsinki Játékvezető: Pierre Gaillouste (francia) |

| 2023. november 30. 18:45 (19:45 EET) |

| HJK                    | 2–2               | Aberdeen              |
| ---------------------- | ----------------- | --------------------- |
| Bandé 16' Hostikka 33' | (2–1) Jegyzőkönyv | MacDonald 41' Duk 56' |

| Bolt Aréna, Helsinki Játékvezető: Genc Nuza (koszovói) |

| 2023. november 30. 21:00 |

| Eintracht Frankfurt | 1–2               | PAÓK                      |
| ------------------- | ----------------- | ------------------------- |
| Marmús 58'          | (0–0) Jegyzőkönyv | Kędziora 55' Živković 73' |

| Deutsche Bank Park, Frankfurt am Main Játékvezető: Damian Sylwestrzak (lengyel) |

| 2023. december 14. 18:45 (19:45 EET) |

| PAÓK                                                      | 4–2               | HJK                                   |
| --------------------------------------------------------- | ----------------- | ------------------------------------- |
| Ozdoyev 37' Konstantelias 47' Toivio 53' (öngól) Murg 85' | (1–1) Jegyzőkönyv | Radulović 6' Hetemaj 90+2' (11-esből) |

| Túmbasz Stadion, Szaloniki Játékvezető: Giorgi Kruashvili (grúz) |

| 2023. december 14. 18:45 (17:45 GMT) |

| Aberdeen           | 2–0               | Eintracht Frankfurt |
| ------------------ | ----------------- | ------------------- |
| Duk 41' Sokler 74' | (1–0) Jegyzőkönyv |                     |

| Pittodrie Stadion, Aberdeen Játékvezető: Miguel Nogueira (portugál) |

### H csoport
| Hely. | Csapat            | M | Gy | D | V | G+ | G– | Gk  | P  | Továbbjutás                              |     | FEN | LUD | NOR | TRN |
| ----- | ----------------- | - | -- | - | - | -- | -- | --- | -- | ---------------------------------------- | --- | --- | --- | --- | --- |
| 1.    | Fenerbahçe        | 6 | 4  | 0 | 2 | 13 | 11 | +2  | 12 | Továbbjutott a nyolcaddöntőbe            |     | —   | 3–1 | 3–1 | 4–0 |
| 2.    | Ludogorec Razgrad | 6 | 4  | 0 | 2 | 11 | 11 | 0   | 12 | Továbbjutott a nyolcaddöntő rájátszásába |     | 2–0 | —   | 1–0 | 4–0 |
| 3.    | Nordsjælland      | 6 | 3  | 1 | 2 | 17 | 7  | +10 | 10 |                                          |     | 6–1 | 7–1 | —   | 1–1 |
| 4.    | Spartak Trnava    | 6 | 0  | 1 | 5 | 3  | 15 | −12 | 1  |                                          | 1–2 | 1–2 | 0–2 | —   |     |

1. 1 2  Az egymás elleni eredmény döntetlen. Az összesített gólkülönbség döntött.

| 2023. szeptember 21. 18:45 (19:45 EEST) |

| Ludogorec Razgrad                          | 4–0               | Spartak Trnava |
| ------------------------------------------ | ----------------- | -------------- |
| Yordanov 46' Piotrowski 50' 63' Rwan 90+4' | (0–0) Jegyzőkönyv |                |

| Huvepharma Aréna, Razgrad Játékvezető: Genc Nuza (koszovói) |

| 2023. szeptember 21. 18:45 (19:45 TRT) |

| Fenerbahçe                        | 3–1               | Nordsjælland  |
| --------------------------------- | ----------------- | ------------- |
| Crespo 24' Batshuayi 30' Aziz 47' | (2–0) Jegyzőkönyv | Villadsen 55' |

| Şükrü Saracoğlu Stadion, Isztambul Játékvezető: Bogár Gergő (magyar) |

| 2023. október 5. 21:00 |

| Nordsjælland                                                                                 | 7–1               | Ludogorec Razgrad    |
| -------------------------------------------------------------------------------------------- | ----------------- | -------------------- |
| Ingvartsen 2' (11-esből) Osman 11' Tverskov 31' Nygren 32' 74' Son 68' (öngól) Rasmussen 86' | (4–1) Jegyzőkönyv | Verdon 9' (11-esből) |

| Farum Park, Farum Játékvezető: Juxhin Xhaja (albán) |

| 2023. október 5. 21:00 |

| Spartak Trnava | 1–2               | Fenerbahçe   |
| -------------- | ----------------- | ------------ |
| Ofori 88'      | (0–0) Jegyzőkönyv | King 70' 81' |

| Anton Malatinský Stadion, Nagyszombat Játékvezető: Sascha Stegemann (német) |

| 2023. október 26. 18:45 (19:45 TRT) |

| Fenerbahçe                   | 3–1               | Ludogorec Razgrad |
| ---------------------------- | ----------------- | ----------------- |
| Batshuayi 42' Zajc 52' 90+3' | (1–0) Jegyzőkönyv | Becão 65' (öngól) |

| Şükrü Saracoğlu Stadion, Isztambul Játékvezető: Guillermo Cuadra Fernández (spanyol) |

| 2023. október 26. 21:00 |

| Spartak Trnava | 0–2               | Nordsjælland                   |
| -------------- | ----------------- | ------------------------------ |
|                | (0–1) Jegyzőkönyv | Jensen-Abbew 36' Rasmussen 48' |

| Anton Malatinský Stadion, Nagyszombat Játékvezető: Allard Lindhout (holland) |

| 2023. november 9. 18:45 |

| Nordsjælland              | 1–1               | Spartak Trnava |
| ------------------------- | ----------------- | -------------- |
| Ingvartsen 32' (11-esből) | (1–0) Jegyzőkönyv | Ďuriš 61'      |

| Farum Park, Farum Játékvezető: Mohammed Al-Emara (finn) |

| 2023. november 9. 21:00 (22:00 EET) |

| Ludogorec Razgrad         | 2–0               | Fenerbahçe |
| ------------------------- | ----------------- | ---------- |
| Piotrowski 18' Rwan 90+2' | (1–0) Jegyzőkönyv |            |

| Huvepharma Aréna, Razgrad Játékvezető: Ondřej Berka (cseh) |

| 2023. november 30. 21:00 |

| Nordsjælland                                          | 6–1               | Fenerbahçe    |
| ----------------------------------------------------- | ----------------- | ------------- |
| Hey 21' Svensson 25' Nygren 55' 75' 84' Rasmussen 66' | (2–1) Jegyzőkönyv | Batshuayi 43' |

| Farum Park, Farum Játékvezető: Jérémie Pignard (francia) |

| 2023. november 30. 21:00 |

| Spartak Trnava | 1–2               | Ludogorec Razgrad      |
| -------------- | ----------------- | ---------------------- |
| Daniel 78'     | (0–0) Jegyzőkönyv | Duah 74' Tissera 90+5' |

| Anton Malatinský Stadion, Nagyszombat Játékvezető: Vitālijs Spasjoņņikovs (lett) |

| 2023. december 14. 18:45 (19:45 EET) |

| Ludogorec Razgrad | 1–0               | Nordsjælland |
| ----------------- | ----------------- | ------------ |
| Piotrowski 79'    | (0–0) Jegyzőkönyv |              |

| Huvepharma Aréna, Razgrad Játékvezető: Ovidiu Hațegan (román) |

| 2023. december 14. 18:45 (20:45 TRT) |

| Fenerbahçe                                   | 4–0               | Spartak Trnava |
| -------------------------------------------- | ----------------- | -------------- |
| Kadıoğlu 36' Takáč 48' (öngól) Džeko 59' 61' | (1–0) Jegyzőkönyv |                |

| Şükrü Saracoğlu Stadion, Isztambul Játékvezető: Alekszandar Sztavrev (északmacedón) |